# Louise Alder
Pour les articles homonymes, voir Alder.
Louise Alder, née le 25 novembre 1986 à Londres, est une soprano lyrique britannique.

## Biographie et carrière
Née à Londres dans une famille de musiciens - son père était chanteur et sa mère violoniste, Louis Alder a elle-même joué très jeune du violon et a été membre du London Schools Symphony Orchestra, orchestre de jeunes issus des écoles musicales londoniennes.
Elle a également étudié à la Lady Margaret School avant de rejoindre le Royal College of Music.
C'est dans Der Rosenkavalier, lorsqu'elle incarne Sophie en 2014 au BBC Proms à Glyndebourne qu'elle est remarquée par les critiques. C'est un rôle qu'elle reprend d'ailleurs plusieurs fois, à l'Opéra de Francfort (2016), à l'Opéra national du pays de Galles (2017), au Festival de Glyndebourne (2018) et à l'Opéra d'État de Vienne en 2021 puis 2022
Membre soliste de la troupe de l'Opéra de Francfort à partir de 2014, elle y chante notamment Gretel dans une nouvelle production de Keith Warner pour Hänsel und Gretel, de Humperdinck.
Parmi les autres temps forts de l'artiste, citons Susanna (Les Noces de Figaro), Gilda (Rigoletto), La renarde (La Petite Renarde rusée), Sophie (Werther), Cléopâtre (Giulio Cesare in Egitto).
Elle s'illustre d'ailleurs dans les œuvres de Händel avec Semele, dont elle chante le rôle-titre lors d'une tournée avec l'Orchestre de l'Âge des Lumières en 2017, puis avec le Monteverdi Choir et l'English Baroque Soloists sous la direction de John Eliot Gardiner en 2019 dont un concert à Paris au Théâtre des Champs Elysées. Dans Haendel, elle chante également Atalanta dans une nouvelle production de Serse à l'Opéra de Francfort également en 2017, dont il sortira un DVD, le rôle-titre dans Theodora aux BBC Proms en 2018 et Romilda (Serse) à l'Opéra de Francfort en janvier 2019.
Elle diversifie encore son répertoire en abordant Musetta dans La Bohème au Grand théâtre du Liceu de Barcelone (2019), Zerlina dans Don Giovanni au Royal Opera House (2019), Giuletta dans Les Contes d'Hoffmann à l'Opéra d'État de Vienne (2021) et surtout Fiordiligi dans Così fan tutte où elle triomphe lors de la nouvelle production de Benedict Andrews pour l'ouverture de la saison de l'Opéra de Munich (octobre et novembre 2022).
Louise Alder se produit également en récital accompagnée du pianiste Joseph Middleton, elle s'y est illustrée par l'enregistrement d'un CD consacré à la mélodie française en 2021.

## Récompenses et distinctions
- International Opera Award dans la catégorie « interprète féminin espoir » (2017)[10].

## Discographie
- 2022 : Don Giovanni, disque Blu-ray [présentation en ligne] : dans le rôle de Zerlina
- 2021 : Chère Nuit, French Songs, Louis Alder et Joseph Middleton - CD Chandos CHAN 20222
- 2020 : Semele, Haendel - Louise Alder, soprano (Semele) ; Hugo Hymas, ténor (Jupiter) ; Lucile Richardot, mezzo-soprano (Ino, Junon) ; Carlo Vistoli, contreténor (Athamas) ; Gianluca Buratto, basse (Cadmus, Somnus) ; Emily Owen, soprano (Iris) ; Angela Hicks, soprano (Cupid) ; Peter Davoren, ténor (Apollo) ; Angharad Rowlands, mezzo-soprano (Augur) ; Monteverdi Choir ; English Baroque Soloists, direction : John Eliot Gardiner[11].